# Moon Chang-jin
Moon Chang-jin (문창진?, 文昶辰?; 12 luglio 1993) è un calciatore sudcoreano, centrocampista del Bekasi City.

## Carriera

### Club
Ha giocato in Corea del Sud, nei Pohang Steelers, con cui ha esordito in campionato il 14 giugno 2012 in trasferta contro l'Incheon Utd, sfida terminata 1-1, subentrando al 79' a Lee Myung-joo. L'esordio in AFC Champions League arriva invece il 13 marzo 2013 nella trasferta in Uzbekistan contro il Bunyodkor, valida per il girone G, terminata 2-2, nella quale entra al 72' al posto di Lee Kwang-hoon.

### Nazionale
Ha fatto parte delle nazionali giovanili sudcoreane Under-19, Under-22 ed Under-23.
Viene convocato per le Olimpiadi 2016 in Brasile.

## Palmarès

### Club
- Coppa della Corea del Sud: 2

Pohang Steelers: 2012, 2013
- Campionato sudcoreano: 1

Pohang Steelers: 2013

### Nazionale
- Coppa d'Asia Under-19: 1

2012